# Maulas
Maulas (del árabe مولى mawlā, plural موالي mawālī) es el nombre que recibía  entre la población musulmana de al-Ándalus una categoría social que se ha agrupado a los esclavos, sobre los que se ejercía un derecho de patronato conocido con el nombre de walit´.

## Origen
La población musulmana de al-Ándalus en el s. X, según un autor andaluz anónimo que data del siglo XV (Lévi-Provençal: Islam d'Occident, 1,39), comprende cierto número de clases sociales: hombres de condición libre, libertos y esclavos, igual que en el resto del islam, en la misma época. Entre los hombres libres, la aristocracia o jassa, a quien se opone la masa popular o `aroma, compuesta casi exclusivamente por artesanos y braceros bereberes españoles convertidos al islamismo, muladíes (muwallad) y libertos, que, con los mozárabes y los judíos de la misma condición, formaban la masa más importante numéricamente de la población andaluza; llevaban una existencia penosa, sometida a gravosas cargas tributarias, y se dedicaban en las ciudades al pequeño comercio, a los oficios artesanos o al trabajo como jornaleros. De análoga condición social eran los labriegos, que integraban la plebe rústica que habitaba los centros rurales, y la mayoría de los cuales cultivaba tierras ajenas como asociados o aparceros del dueño, o como colonos del príncipe.
Contaba también la España califal de esta época con una proporción relativamente considerable de esclavos de ambos sexos, que se integraban rápidamente en las familias donde habían ido a parar por azar y donde estaban bien tratados, incluidos en un régimen de vida no muy distinta a la de los campesinos y pequeños artesanos libres. Otra categoría social que normalmente se ha agrupado entre los esclavos, aunque no proviene únicamente de la clase servil, era la de los mawálin. El patronato que se ejercía sobre estos afectaba en primer término al esclavo manumitido por su dueño, bien en vida de este o bien a su muerte, en virtud de una disposición testamentaria. Una vez manumitido, esto es, convertido en hombre libre conforme a las reglas que, en la sociedad musulmana, fijaban los diversos modos de manumisión, el esclavo liberado conservaba para con su antiguo dueño o sus herederos una especie de vínculo casi familiar que le obligaba a ciertos deberes y le proporcionaba, en compensación, derecho a una protección moral.
El walit', tanto para el que lo ejercía como para el que de él se beneficiaba, se trasmitía de padres a hijos, de suerte que en la España del s. X, como en el resto del mundo musulmán, los maulas formaban una clase social muy numerosa, tanto más cuanto que a los libertos y sus descendientes se unían ahora todos aquellos cuyos antepasados más o menos lejanos lo habían reclamado, en su calidad de muladíes. Los maulas, tomando el patronímico e incluso el étnico tribal de su patrón, llegan a hacerse difícilmente reconocibles en cuanto a su origen; dificultad imputable, en parte, a los biógrafos andaluces que, al recordar el origen de aquellos que se distinguieron entre sus contemporáneos, no se toman siempre el trabajo de precisar la fecha de adopción de su descendencia por un linaje árabe ni de indicar con exactitud quién fue el primero de los miembros de la familia que accedió al beneficio del walit´.
Ciertos libertos de la comitiva del soberano cordobés adoptaron el nombre de su antiguo dueño como el de su padre putativo, o bien un apellido de familia que recordase el del príncipe o la princesa, o el de cualquier otro individuo que les había dado el estatuto de hombre libre. Al atribuir a los «clientes» de origen bereber o español una imaginaria ascendencia árabe, producto de tan frecuentes adopciones de nombres y apellidos de familias árabes, quedaron de tal manera falseadas las genealogías que bien se puede considerar que, ya en la época califal, parte de los árabes que se atribuía un origen gaysz o yemení legítimo llevaba en sus venas más sangre europea, africana e incluso negra que asiática.
Al no ser la aristocracia del país de al-Ándalus una clase social cerrada, ascendieron a ella algunos libertos o clientes de los califas omeyas cuando se les confiaban dignidades preeminentes de la corte y de la administración y llegaban, por otra parte, a ser dueños de ricos patrimonios. De esta forma, los m. del príncipe llegaron a confundirse en el Estado cordobés, por su poder e influencia, con la aristocracia palatina. A este respecto, afirma Luis G. de Valdeavellano que «no pocos de los clientes que en Córdoba tuvieron a su cargo dignidades palatinas fueron esclavos manumitidos de origen europeo y, especialmente, eslavo». Y añade: «Al desmembrarse políticamente la España musulmana, algunos de esos eslavos se erigieron en príncipes de las taifas de Almería, Murcia, Denia, Mallorca y Tortosa, de forma que la nueva aristocracia de los taifas no fue ya solamente árabe, sino también muladí, bereber o eslava».

## Evolución
Existe la costumbre de traducir indiferentemente mawlá en su acepción de beneficiario del walá', por liberto o por cliente, sin tener en cuenta que, aparte del patronato legal emanado de esta institución, existió en los s. IX y X, al menos en la sociedad musulmana occidental, una especie de vínculo distinto al que nos ocupa, el de istina`, que obligaba a un individuo respecto a otro. Esta relación de patrocinio, aunque muy semejante en lo esencial al walá', que unía al maula o liberto con su antiguo dueño, era, sin embargo, distinta de ella, ya que se establecía por un pacto libremente concertado entre protector y protegido, en tanto que la del m. con su señor derivaba legal y necesariamente del hecho de la manumisión.
Aún en el siglo XIV un cronista islámico acusa la diferencia entre el mawlá y el beneficiado o patrocinado (mustana'), pero sin indicar con claridad en qué consiste esta diferencia, que ningún otro cronista antiguo precisó. Sin embargo, no deja de ser interesante que el árabe mustana`el equivalente exacto del latín benefactus; y en esta medida no estaría desautorizada la hipótesis '(Lévy-Provengal) de que realmente el istina` andaluz ha podido ser la continuación de un modo de protección usado en la España visigoda, y posiblemente tomado del patrocinium del Derecho romano. Los conceptos de istina` y commendatio serían, pues, análogos para el autor francés.
Se supone que la palabra árabe mawlá pasó a la lengua romance por medio de los mozárabes, dando lugar al término maullatus que, en los Estados de la Reconquista, definía a un grupo social de condición jurídica muy análoga a la de los encomendados. Los maullati eran en la España cristiana, según Charles Verlinden, simplemente los recomendados de origen mozárabe, y los términos de encomendado y maula se empleaban, seguramente, sin distingos. Tales recomendados o maulados podían poseer bienes y enajenarlos, y debían guardar fidelidad al señor; éste, a su vez, había de proteger y hacer bien a aquel. La relación solía mantenerse sólo en vida del manumitente, pero no de sus hijos, y se extinguía con la muerte del liberto. Muchas veces, en vida de éste, el señor llevaba a cabo una segunda manumisión, en virtud de la cual el liberto quedaba libre de la clientela del señor, y adquiría la plena libertad. Lo corriente en los Estados de la Reconquista fue que los libertos permaneciesen vinculados a su antiguo dueño por relaciones de dependencia personal o territorial.
El hecho de que el nombre maullatus aparezca en la terminología social arcaica de la España cristiana indica suficientemente el funcionamiento simultáneo de dos instituciones de análogo carácter que, en ambos casos, se aplicaban a todos los que lo precario de su estatuto obligaba a reclamar la protección de un patrono: de una parte, los libertos procedentes de la servidumbre y sus descendientes; de otra, los hombres de origen libre, cuya modesta suerte les movía a ponerse al servicio de un bienhechor eventual y a convertirse en sus clientes.